# 元氏县第一中学
元氏县第一中学是一所位於河北省石家庄市元氏县的高級中學。該校始建于1952年，旧校区位于元氏县槐阳镇文庙旧址。学校于2003年9月整体搬迁于常山路西段的新校区，乃按照中華人民共和國河北省教育厅23515标准规划、设计和建设。

## 历届校长
- 彭敬之（约1953-1955）
- 宇文富（1956-1965）
- 李吉生（1965-1974）
- 李瑞堂（1975-1983）
- 吕庚午（1983-1984）
- 胡成元（1984-1991）
- 赵悦武（1991-1998）
- 耿瑞甫（1998-2002）
- 胡联彬（2002-2007）
- 张增彦（2007-2013）
- 张志桥（2013至今）